# Lockheed SR-71 Blackbird
Pour les articles homonymes, voir Blackbird.
Le Lockheed SR-71 Blackbird (Merle) est un avion de reconnaissance à long rayon d'action et à haute altitude, construit par Lockheed Corporation pour l'armée de l'air américaine, qui l'utilisa principalement de 1968 à 1990.
Il a été développé à partir de l'avion-espion Lockheed A-12 Oxcart.
Également surnommé « Habu » (de Habu, nom d'un serpent noir venimeux demeurant sur certaines îles du Japon, notamment Okinawa, où un détachement d'appareils était basé), le SR-71 conservait la silhouette unique et les performances extraordinaires de l'A-12. Il s'en distinguait par des capteurs de reconnaissance spécifiques et par la présence d'un second membre d'équipage chargé de les mettre en œuvre.

## Les origines: la guerre froide
En 1945, à la suite de l'abaissement du rideau de fer et de l'instauration de la guerre froide entre l'Union soviétique et les États-Unis, ces derniers se rendirent compte qu'ils ne possédaient alors aucune donnée stratégique sur celle-ci, et notamment sur son potentiel militaire et industriel.
De fait, et ce malgré l'opération Wringer, première opération de renseignement systématique sur l'URSS qui fut menée de 1945 à 1950 par le 7001th Air Intelligence Service, et qui consistait en un interrogatoire systématique de tous les prisonniers allemands rapatriés des camps soviétiques, les États-Unis ne possédaient qu'une vision restreinte du potentiel de leur adversaire d'alors. De plus, la majorité des installations industrielles et militaires avaient été depuis déplacées vers l'Oural, à la suite de l'invasion allemande de 1941, lors de l'opération Barbarossa, rendant du même coup leur localisation et tout bombardement ultérieur impossibles.
C'est dans ce contexte de tension géopolitique permanente que fut développé le précurseur du SR-71, à savoir le Lockheed U-2. Son altitude de vol de 20 000 m le mettait hors de portée des missiles antiaériens soviétiques, tout en lui permettant de photographier les zones assignées par la CIA. Cependant, la détection, dès 1956, de l'U-2 par les radars de la défense soviétique amena les États-Unis, dès le milieu des années 1950, à ouvrir d'autres pistes pour conserver leur avantage tactique.

## Conception
Un temps envisagé, le concept de furtivité fut exploré par l'équipe de Clarence L. Kelly Johnson, à la tête du bureau d'études Skunk Works (l'équipe des putois ou des boulots tordus) de Lockheed. Toutefois, les capacités de production industrielle des États-Unis ne permettaient pas alors d'envisager une application militaire et une production industrielle à très court terme. De fait, une nouvelle orientation fut donnée par Kelly Johnson au programme Archangel, soutenue par une idée maîtresse : l'invulnérabilité serait le fruit de l'altitude et de la vitesse, avec les objectifs suivants : atteindre le double des plafonds et le triple des vitesses des meilleurs chasseurs de l'époque, soit une altitude de vol supérieure à 20 000 m et une vitesse de 3 100 km/h (soit proche de Mach 3).
Le développement du SR-71 commença en août 1959, et devint prioritaire à la suite de l'accident de l'U-2 du pilote Francis Gary Powers, abattu par un missile antiaérien soviétique SA-2, le 1er mai 1960, et validant de fait la conception défendue par Lockheed.
Renommé « char à bœufs » ou « Oxcart », le projet reçut également le soutien de la CIA et du Pentagone, qui furent rendus aveugles à la suite de la suspension des vols de l'U-2, et qui avaient un besoin permanent d'informations pour les lancements des missiles balistiques et pour anticiper les potentiels mouvements de troupes du côté soviétique.

### Des solutions techniques innovantes
Les difficultés techniques et les défis technologiques à relever par l'équipe des Skunk Works furent de plusieurs ordres.
En effet, d'après les calculs des ingénieurs, à une vitesse de Mach 3 et à une l'altitude de vol de 20 000 m, à une température extérieure de −55 °C, le frottement avec les molécules de l'atmosphère engendrait une élévation de la température du fuselage à 220 °C minimum, et jusqu'à 560 °C au niveau des tuyères. De ce fait, le titane, plus résistant que l'acier et l'aluminium, allait être employé (il fut d'ailleurs importé de l'Union soviétique par une société-écran créée spécialement pour l'occasion par la CIA). Les vitres du cockpit étaient portées à une température de plus de 150 °C au cours du vol, ce qui obligea à la mise au point d'un verre spécial à base de quartz. Les pneumatiques logés dans les soutes étaient également soumis aux mêmes contraintes et durent bénéficier d'un développement spécifique, avec l'ajout d'un composé métallique pour refléter une partie de la chaleur,.
Les conditions de vol, avec une pression atmosphérique de seulement 30 hectopascals (3 % de celle au niveau de la mer) et une température interne du cockpit de 70 °C, nécessitaient la mise au point de combinaisons intégrales pressurisées pour les pilotes, afin d'éviter le risque d'hypoxie.
Le développement des turboréacteurs Pratt & Whitney J58, d'une masse de trois tonnes chacun, qui devaient offrir une résistance à des températures extérieures de 400 °C, produire une poussée de 150 kN et donner une vitesse ascensionnelle de 60 m/s à l'avion, prit également un temps important. La mise au point des cônes de leurs entrées d'air amena la mise en place d'une géométrie variable sur ces derniers, afin d'éviter le risque de calage en cas de trop forte admission d'air. Leur alimentation était assurée par un groupe de six réservoirs logés dans le fuselage et dans les ailes, embarquant au total 36,6 tonnes d'un carburant particulier : le JP-7. Ce dernier avait pour particularité de posséder un point de combustion beaucoup plus élevé que le kérosène classique, et ce, afin qu'il ne s'enflamme pas à cause de l'échauffement de l'avion lorsqu'il évoluait à grande vitesse. Cette particularité fut d'ailleurs également employée par les ingénieurs de Lockheed pour refroidir l'appareil. Le carburant circulant en effet dans des zones chaudes à l'avant, dans le nez et les soutes, puis étant dirigé vers l'arrière, vers les zones froides. Ce système de circulation novateur permettait une limitation de la chaleur générée par le déplacement de l'appareil.
Pour compenser cette dernière et les contraintes physiques intenses sur la cellule de l'appareil, le revêtement du SR-71 n'était pas lisse, mais ondulé, à l'exemple du Junkers Ju 52. Cela lui permettait d'éviter la déchirure de son enveloppe au cours du vol en raison de la dilatation causée par la chaleur. Les moteurs, notamment, subissaient une dilatation de 6 cm en largeur et 15 cm en longueur, obligeant l'intégration de zones de dilatation dans la structure. L'inconvénient était toutefois que l'appareil avait beaucoup de fuites lorsqu'il était au sol, car ses réservoirs ne se colmataient parfaitement que lorsque le fuselage avait commencé à chauffer et à se dilater, plaquant les panneaux de revêtement les uns contre les autres et assurant une étanchéité parfaite. Une huile spécifique nécessaire pour les circuits hydrauliques était également raffinée pour fonctionner à une température en vol de 350 °C.
La signature radar fut également revue, grâce à des matériaux composites absorbant les ondes radars et qui composent les bords extérieurs de sa structure. Enfin, pour assurer sa défense, des systèmes de contremesures électroniques visant à brouiller les signaux des radars sont installés.

### Tests
Les tests furent effectués sur la zone 51, de 1962 à 1967, sur la base de l'A-12 (déployé pour le compte de la CIA), qui venait tout juste d'effectuer son premier vol, le 25 avril 1962.
Destiné à l'US Air Force, le SR-71, version améliorée de l'A-12, devait pouvoir effectuer sa mission de reconnaissance sans avoir à passer à la verticale de son objectif, contrairement à son prédécesseur. Le premier vol de cette version eut lieu le 22 décembre 1964. Parallèlement, le premier vol opérationnel de l'A-12 fut effectué au-dessus du Viêt Nam le 31 mai 1967.

### Équipements
Le SR-71, destiné uniquement à l'espionnage et la reconnaissance, n'embarquait aucune arme offensive dans ses soutes (missiles, par exemple) et avait une capacité maximale de 1 600 kg. Il était, en revanche, équipé des capteurs suivants :
- un appareil photo à haute résolution situé dans le nez de l'avion ;
- un radar à ouverture synthétique (ASARS) ;
- un radar cartographique à balayage latéral (CAPRE) ou un appareil photo panoramique (OBC, couvrant 70° de chaque côté de l'avion) ;
- un système d'acquisition d'émissions électromagnétiques (ELINT) ;
- une caméra thermique.

Afin de se repérer au mieux, son positionnement était assuré par l'Astro-Inertial Navigation System ou ANS, par relèvement des étoiles, mis au point par Nortonics et offrant une précision à un kilomètre près après un parcours de 20 000 kilomètres (et ce, avant l'invention et le déploiement du GPS).

### Variantes, production et pertes

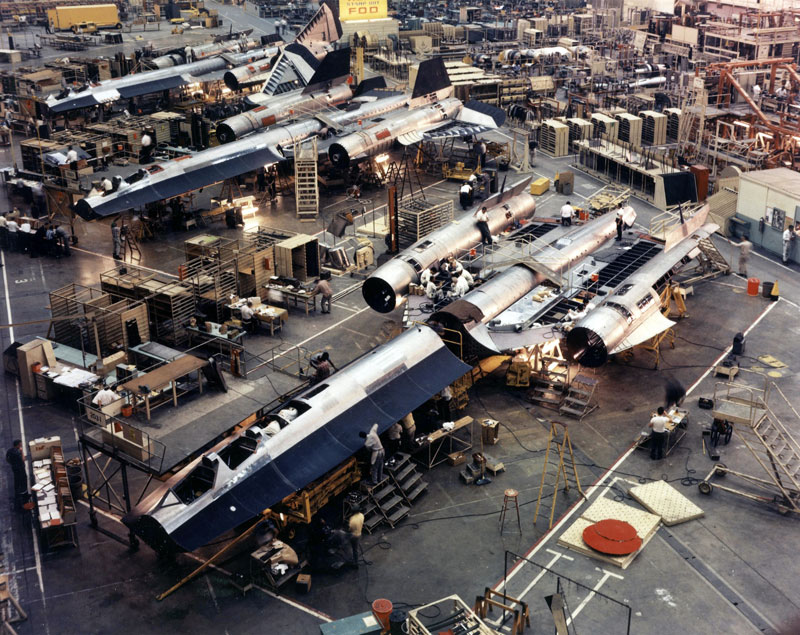
Des SR-71 en fabrication à Skunk Works en 1965.

Aujourd'hui, il ne reste plus que 20 Lockheed SR-71 Blackbird en état.
| Type   | Description                                                                                                | Construits | Perdus |
| ------ | --- | ---------- | ------ |
| SR-71A | Biplace de reconnaissance stratégique                                                                      | 29         | 11     |
| SR-71B | Version d'entraînement du SR-71A                                                                           | 2          | 1      |
| SR-71C | Avion d'entraînement construit à partir d'un YF-12A et d'une maquette du SR-71, après la perte d'un SR-71B | 1          | 0      |

Aucun SR-71 ne fut abattu par une arme ennemie (terrestre ou aérienne), les seules pertes enregistrées étant dues à des accidents.

### Anecdotes
En principe, la dénomination de l'appareil aurait dû être Blackbird RS-71, pour Reconnaissance/Strike (« reconnaissance/attaque », en anglais). Toutefois, le général Curtiss LeMay lui préféra la désignation SR-71, pour Strategic Reconnaissance, et transforma le texte de la déclaration du président Lyndon Johnson du 25 juillet 1964.
Le nom de « Blackbird » provient de la couleur bleu très foncé - voire noire - de la peinture employée pour le camouflage qui permet à l'avion de réémettre la chaleur dégagée par les frottements de l'air sur la carlingue par rayonnement. Ce rayonnement contribue pour grande partie au refroidissement de l'avion.
La température atteinte par les vitres du cockpit permettait aux pilotes de réchauffer les rations alimentaires au cours des vols.

## Histoire opérationnelle
À partir du mois de mars 1968, les premiers SR-71 commencèrent à être déployés sur la base de Kadena à Okinawa, en remplacement des A-12. La première mission opérationnelle eut lieu le 21 mars au-dessus du Viêt Nam du Nord. Les résultats obtenus à cette occasion confirmèrent la justesse des choix de conception de Lockheed : le SR-71, de par sa vitesse et son altitude, échappait à toute tentative d'attaque des missiles antiaériens des pays du bloc de l'Est ou affiliés, dont la liaison entre sites radar était encore très restreinte. Les survols continuèrent tout au long de la guerre du Viêt Nam ; pendant le début des années 1970, les SR-71 faisaient en moyenne deux sorties au-dessus du Viêt Nam du Nord par semaine. Ils participèrent, notamment, aux reconnaissances du raid de Son Tay et à l'estimation des résultats des opérations Linebacker et Linebacker II et des combats de l'incident du Mayagüez. Ils furent la cible de tirs de missiles SA-2 nord-vietnamiens, mais ne furent jamais touchés. Cette invulnérabilité tient en partie à la chance : le 15 mai 1972, à cause de problèmes techniques, un SR-71 se retrouva au-dessus de Hanoï à 41 000 pieds à moins de Mach 1,7, mais aucun des nombreux SAM de la ville ne sera tiré. Le 31 août 1981, Clarence Johnson annonça que plus de 1 000 missiles avaient été tirés contre le SR-71 sans jamais l'atteindre[réf. souhaitée].
Les SR-71 basés à Kadena furent également utilisés pour des reconnaissances régulières à la périphérie de l'URSS, et pour surveiller les exercices de la flotte soviétique du Pacifique. Malgré la légende, le SR-71 Blackbird n'a jamais été utilisé pour violer l'espace aérien de l'URSS ni celui de la république populaire de Chine. La Corée du Nord fut également une cible fréquente de reconnaissances avec des Blackbird, qui faisaient à partir de 1977 douze sorties par mois pour surveiller régulièrement la disposition des forces nord-coréennes le long de la zone démilitarisée. En août 1981, un de ces vols fut la cible d'un tir d'un SA-2 nord-coréen, sans dommages.
Les SR-71 furent déployés au Moyen-Orient en 1973 pendant la crise de la guerre du Kippour.
Entre février et novembre 1980, les SR-71 feront cinq survols du Cambodge sous le nom d'opération Giant Scale II. Ces sorties photographiques déterminèrent que les forces vietnamiennes ne s'étaient pas positionnées le long de la frontière thaïlandaise après leur invasion du Cambodge ; elles permirent de faire une estimation de la récolte de riz et de planifier en conséquence l'aide alimentaire américaine au Cambodge ; et cherchèrent, sans les trouver, des indices d'une éventuelle détention de disparus au combat américains dans ce pays.
Des survols de l'Iran furent envisagés, mais pas effectués pendant la crise des otages américains en Iran en 1979-1980. Ce n'est qu'à partir de 1987, avec l'escalade de la « guerre des pétroliers » pendant la guerre Iran-Irak, que les Blackbird firent quatre longues sorties à partir de Kadena pour survoler le golfe Persique.

### Retrait du service
Le développement par les États-Unis de réseaux satellitaires d'observation militaires, de plus en plus nombreux et aux images de plus en plus précises, rendit l'avion de moins en moins intéressant. Moins coûteux, les satellites-espions permettaient en outre de s'affranchir de l'épaisse couche nuageuse qui recouvre le nord de l'Europe et de l'URSS environ 200 jours par an, tout en évitant le vol au-dessus de territoires hostiles.
En outre, les opérations du SR-71 nécessitaient une mobilisation logistique importante, notamment une flotte d'avions ravitailleurs spécialisés, les KC-135Q, capables de fournir le carburant spécial JP-7 qui n'était utilisé que par le Blackbird. Les SR-71 étaient généralement ravitaillés en vol en altitude après une pointe de vitesse à Mach 3, qui permettait à la structure de l'avion de s'échauffer et de se dilater, et d'assurer ainsi l'étanchéité des réservoirs.
Enfin, à la différence des satellites, qui transmettent les informations en continu, le SR-71 ne disposait pas d'un système de transmission des données en temps réel. Il devait donc retourner à sa base afin de transmettre ses enregistrements. L'U-2 lui était d'ailleurs souvent préféré, car ses versions récentes disposaient d'un tel système de liaison, qui était très apprécié par les troupes au sol lors des conflits. De plus, l'U-2 pouvait rester plusieurs heures en patrouille au-dessus d'une zone à surveiller, alors que le SR-71 ne pouvait effectuer qu'un passage rapide en ligne droite et n'avait, en comparaison, qu'une faible autonomie.
Pour l'ensemble de ces raisons, le SR-71 fut donc mis à la retraite en janvier 1990. Cependant, en septembre 1994, le Congrès américain vota un budget de 100 millions de dollars (réduit ensuite à 72,5 millions de dollars), pour permettre la réactivation de trois SR-71. Ces avions reprirent du service de 1995 à 1998. Le dernier vol d'un SR-71 eut lieu le 9 octobre 1999 : il s'agissait d'un vol de recherche pour le compte de la NASA.
Certains prétendent que le Blackbird a été, en fait, remplacé par l'hypothétique Aurora ou le Northrop B-2 Spirit dont les performances officielles, subsoniques, relèveraient de la désinformation. Toutefois, si le programme Aurora reste très obscur, la configuration aérodynamique du B-2 lui interdit d'être supersonique. À comparer avec le SR-71 qui dépassait facilement Mach 3 et effectuait ses missions à des vitesses supérieures à Mach 2,8.
Aucun appareil n'a été officiellement intercepté lors des missions effectuées, la grande vitesse et le plafond élevé de l'avion rendant un tel événement extrêmement peu probable. Pour s'entraîner à l'interception du MiG-25 soviétique, les Dassault Mirage F1 de la 5e escadre de chasse de la base aérienne 115 Orange-Caritat ont tenté d'intercepter, à plusieurs reprises, des SR-71 américains.

### Utilisateurs
États-Unis
United States Air Force,
Air Force Systems Command
- Air Force Flight Test Center – Edwards Air Force Base, Californie

4786th Test Squadron (1965–70)
SR-71 Flight Test Group (1970–90)
Strategic Air Command
- 9th Strategic Reconnaissance Wing – Beale Air Force Base, Californie

1st Strategic Reconnaissance Squadron (1966–90)
99th Strategic Reconnaissance Squadron (1966–71)
Detachment 1, Kadena Air Base, Japon (1968–90)
Detachment 4, RAF Mildenhall, Angleterre (1976–90)
Air Combat Command
- Detachment 2, 9th Reconnaissance Wing – Edwards AFB, Californie (1995–97)

Bases d'opérations avancées à Eielson AFB en Alaska, Griffis AFB dans l'État de New York, Seymour-Johnson AFB en Caroline du Nord, Diego Garcia, et Bodø en Norvège (1973–90).
National Aeronautics and Space Administration (NASA)
- Dryden Flight Research Center – Edwards AFB, Californie (1991–99)

Les SR-71 ont été utilisés principalement au profit de la CIA, du département d'État américain, de la NASA et, paradoxalement, de la US Navy. En effet cette dernière, après le retrait du RA-5 Vigilante, se trouva dépourvue de moyen de reconnaissance à long rayon d'action.

### Records
Record mondial de vitesse :
- Le 1er septembre 1974, de New York à Londres (5 568 km) en 1 h 54 min 56,4 s, soit 2 906,56 km/h de vitesse moyenne ;
- Le 13 septembre 1974, de Londres à Los Angeles (8 764 km) en 3 h 47 min 39 s, soit 2 309,86 km/h de vitesse moyenne ;
- Le 27 juillet 1976, un SR-71 établit un record simultané d'altitude en vol horizontal et de vitesse en atteignant 3 529,56 km/h à 25 929 mètres.

## Culture populaire

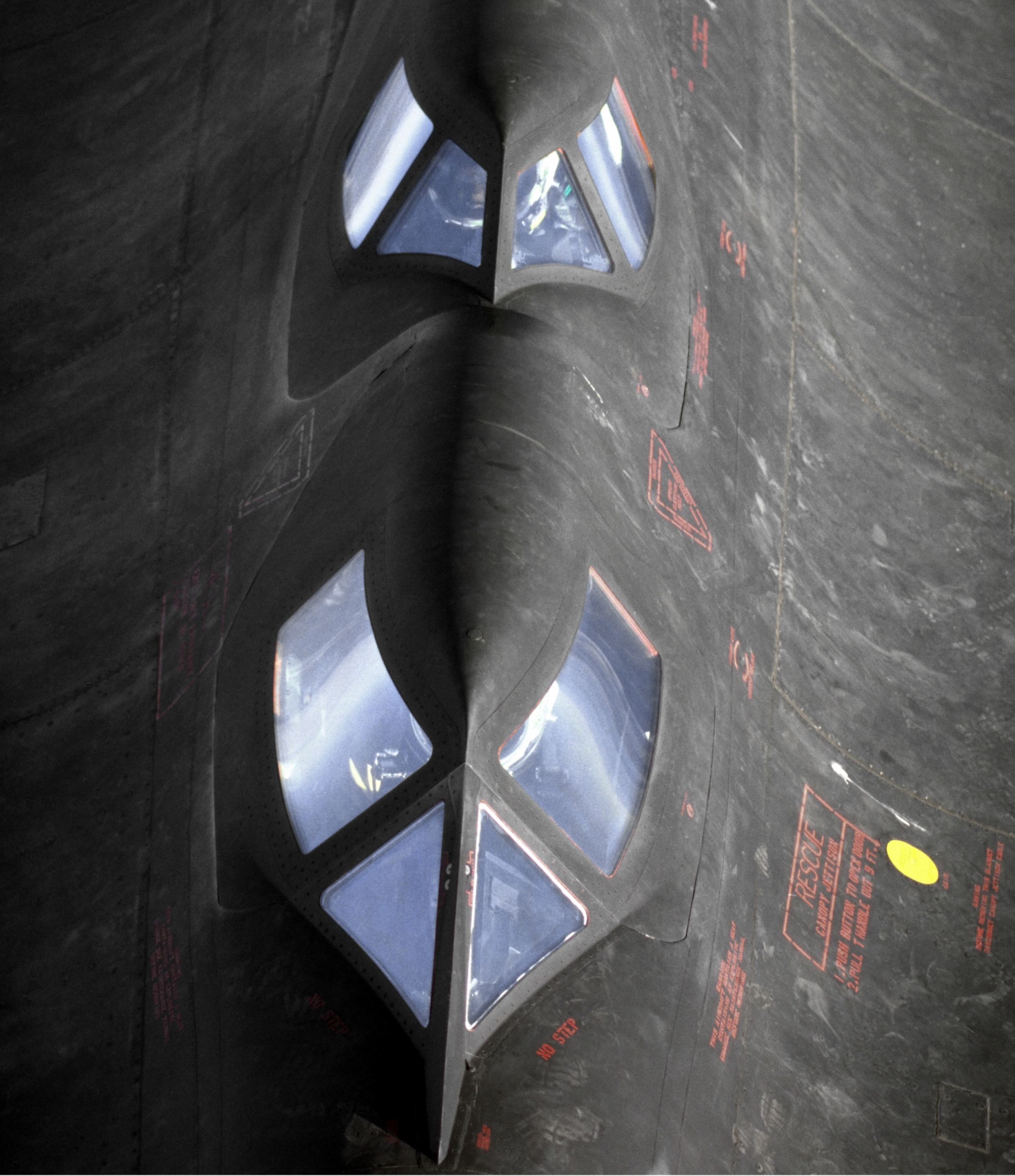
Gros plan sur les postes de pilotage de l'unique SR-71B.

### Cinéma
- Dans les comics X-Men, l'avion des protagonistes est un Blackbird SR-71 « modifié » pour répondre à leurs besoins. Dans les adaptations :
  - Dans la trilogie X-Men à X-Men : L'Affrontement final, l'avion a une ressemblance frappante avec le SR-71 et porte d'ailleurs le nom de « Blackbird »,
  - Dans le film X-Men : Le Commencement (2011), le SR-71 apparait comme un avion révolutionnaire pour les années 1960 car il y est construit par un mutant surdoué ;
- Dans le film D.A.R.Y.L. (1985), Daryl utilise un SR-71 pour rejoindre son ami, celui-ci saute en parachute avant que l'avion ne soit autodétruit ;
- Dans le film L'Approche finale (Fox Video, 1991), l'avion utilisé est un SR-71 ;
- Dans le film Armageddon (1998), l'équipe de sauvetage reçoit un cours dans un hangar à avions. Ils font alors face à deux SR-71 ;
- Dans le film Space Cowboys (2000), Francis Corvin et le colonel William « Hawk » Hawkins (un ancien pilote de SR-71) discutent sous l'aile d'un Blackbird avant le départ dans l'espace de l'équipe ;
- Dans le film Air Rage (2001), une équipe d'intervention utilise un SR-71 pour monter à bord d'un avion de ligne détourné par des pirates de l'air ;
- Dans le film Vol d'enfer (2007) , réalisé par Michael Keusch, Steven Seagal part en mission aux commandes d'un SR-71 pour retrouver le X-77, un avion F-117 modifié tombé aux mains d'un groupe terroriste se cachant dans le nord de l'Afghanistan ;
- Dans le film Iron Man (2008), réalisé par Jon Favreau, Tony Stark demande à Jarvis, l'ordinateur de bord de sa combinaison, quel est le record d'altitude détenu par le SR-71, puis tente de le battre ;
- Dans le film Transformers 2 : La Revanche, Jetfire, alias Skyfire, est un SR-71 Blackbird ;
- Dans le film Turbulences en plein vol (2010), pour que Tom entre dans le Boeing 747, ils utilisent un SR-71 Blackbird.
- Dans le film Je suis une légende (2007), contrairement à la croyance, Robert Neville joue au golf sur l'aile d'un A-12 et non d'un SR-71 Blackbird.

### Jeux vidéo
- Dans le jeu vidéo Ace Combat 5: Squadron Leader, la première mission consiste à poursuivre un avion de reconnaissance ennemi, qui est un SR-71 ;
- Dans le simulateur de vol X-plane ;
- Dans le jeu vidéo Heatseeker le joueur peut le débloquer en fin de campagne ;
- Dans le jeu vidéo Chrono Trigger, sur Snes, une forteresse volante massive est baptisée « Blackbird » par son créateur, l'un des trois gourous Balthasar, le gourou de la raison ;
- Dans le jeu vidéo GL-117, Blackbird est le nom d'un modèle d'avions de combat non jouable ;
- Dans le jeu vidéo Tom Clancy's H.A.W.X, le joueur peut piloter un SR-71 ;
- Dans le simulateur de vol Chuck Yeager's Advanced Flight Training, il est possible de piloter le SR-71 ;
- Dans le jeu vidéo Call of Duty: Black Ops, le joueur dans une mission fait décoller le Blackbird puis se sert de l'outil d'espionnage pour diriger l'escouade au sol. En mode multijoueur, on débloque le Blackbird en bonus après plusieurs éliminations d'affilée ou alors éventuellement dans un colis stratégique. Une fois débloqué et activé, le SR-71 permet de voir avec précision la localisation des ennemis et leur direction sur la carte ;
- Dans le jeu Transformers, le jeu, on peut avoir, en multijoueur, Jetfire qui est un SR-71 blackbird ;
- Dans le jeu Xenonauts, le joueur peut commander un dérivé du SR-71 Blackbird dénommé dans le jeu Fury ;
- Dans le mode Allied Intent Xtended (AIX) pour Battlefield 2, le joueur peut piloter un "F-12 Blackbird" c'est-à-dire une version finalisée du YF-12 qui donna naissance au SR-71 Blackbird.
- Dans le simulateur de vol sur mobile Extreme Landings de Rortos, il est possible de le piloter dans la version pro du jeu.
- Dans la série de mangas/anime/ jeux vidéos: Wangan Midnight, le personnage Tatsuya Shima conduit Porsche 911 Turbo 3.6 surnommé le "Blackbird" en référence à cet avion.
- dans le jeu roblox pilot training flight simulator.

### Séries TV et autres
- Dans la série Battlestar Galactica Blackbird est le nom d'un vaisseau furtif ;
- Dans le tome 5 du manga Hellsing, Alucard le vampire s'écrase littéralement sur un porte-avions piraté par ses ennemis du groupe Millenium, à bord d'un SR-71.
- Le constructeur Honda sort en 95/96 la CBR 1100 XX aussi nommée « super black bird ». L'avion est derrière la moto à la sortie d'un hangar sur la photo de présentation.
- Dans les années 1980, un autre album des aventures de Buck Danny mettait en scène le SR-71. Cet album, qui se serait appelé Les Oiseaux Noirs, ne resta au stade que des premières planches, et ne sera jamais publié du fait de la mort de son auteur, Jean-Michel Charlier. En 2017, à l'occasion du 70e anniversaire de la série, l'album sera quand même édité par Dupuis, les dessins ayant été complétés par Francis Bergèse et le scénario par Patrice Buendia et Frédérick Zumbielh. Une suite est prévue pour la fin de l'année sous le titre Opération Checkmate.
- Breitling, spécialiste des chronographes utilisés par l'armée américaine durant la guerre froide a sorti l'Avenger Blackbird, montre automatique de luxe en titane recouvert d'une couche de carbone DLC en référence au SR-71
- La chaîne sur YouTube Stardust - La chaîne Air & Espace sort le 04/08/2023 un documentaire sur l'histoire du SR-71.

### Développement lié
- Lockheed A-12 Oxcart
- Lockheed YF-12
- Lockheed D-21

### Aéronefs comparables
- Bristol 188
- Tsibine RSR